# 輝南直隸廳
輝南直隸廳，清朝末期设置的直隸廳，属于奉天省。
宣统元年（1909年）三月，分海龙府东南八社设輝南直隸廳，治所在大肚川（今吉林省辉南县抚民镇）。十二月移治到海龙府东南九十里的谢家店（今吉林省辉南县辉南镇）。中华民国二年（1913年），全国废府州厅改县，故废，改置辉南县。